# Tinea rostrata
Tinea rostrata är en fjärilsart som beskrevs av Petersen 1966. Tinea rostrata ingår i släktet Tinea och familjen äkta malar.
Artens utbredningsområde är Iran. Inga underarter finns listade i Catalogue of Life.